# سندرم دکوروان
سندرم دکوروان (به انگلیسی: De Quervain syndrome) یا شسست بلک‌بری، یا شست گیمرها به التهاب غلاف دربرگیرنده دو تاندون حرکت‌دهنده انگشت شست گفته می‌شود.

## علایم
درد مچ دست در حالت فعالیت یا گرفتن اشیاء

## علل
علت اصلی ایجاد این بیماری ناشناخته است و مطالعاتی که ریسک فاکتورهای شغلی را پیشنهاد می‌کنند مورد بحث و اختلاف نظر هستند.

## تشخیص
تست فینکل اشتاین